# Калинівка (Заслучненська сільська громада)
Кали́нівка (МФА: [kɐˈɫɪɲiu̯kɐ] ( прослухати)) — село в Україні, у Заслучненській сільській громаді Хмельницького району Хмельницької області. Населення становить 3 особи.

## Історія
До 2016 року село носило назву Чапаєвка.